# Степ-Соч
Степ-Соч (рум. Step-Soci) — село в Оргіївському районі Молдови. Адміністративний центр однойменної комуни, до складу якої також входить село Будей.

## Населення
За даними перепису населення 2004 року у селі проживали 2006 осіб.
Національний склад населення села:
| Національність   | Кількість осіб | Відсоток   |
| ---------------- | -------------- | ---------- |
| молдавани румуни | 1947 26        | 97,1% 1,3% |
| росіяни          | 21             | 1,0%       |
| українці         | 11             | 0,5%       |
| болгари          | 1              | < 0,1%     |
| Всього           | 2006           | 100%       |